# Albin Herzog (Fußballspieler)
Theodor Albin Herzog (* 7. Juni 1903 in Dresden; † 17. März 1983 in Coswig) war ein deutscher Fußballspieler.

## Karriere

### Vereine
Herzog gehörte als Abwehrspieler dem Dresdner SC an, für den er in den vom Verband Mitteldeutscher Ballspiel-Vereine ausgetragenen Meisterschaften im Gau Ostsachsen von 1925 bis 1931 Punktspiele bestritt. Während seiner Vereinszugehörigkeit gewann er sechsmal die Meisterschaft Gau Ostsachsen und war damit auch sechsmal in der Endrunde um die Mitteldeutsche Meisterschaft vertreten, in der er fünfmal das Finale erreichte und viermal den Titel gewann. Nur am 27. März 1927 unterlag seine Mannschaft im Halbfinale dem Chemnitzer BC mit 2:3 und am 22. April 1928 im Finale dem FC Wacker Halle mit 0:1.
Aufgrund der vier errungenen Meistertitel und des 1928 errungenen Pokals war seine Mannschaft auch fünfmal in der Endrunde um die Deutsche Meisterschaft vertreten. Bei seinen ersten drei Teilnahmen außer 1926/27 schied seine Mannschaft stets im Viertelfinale aus dem Wettbewerb aus. In der Saison 1929/30 drang er nach dem zuvor gespielten Achtel- und Viertelfinale das Einzige Mal bis ins Halbfinale vor, das am 15. Juni 1930 im Duisburger Wedaustadion gegen Holstein Kiel mit 0:2 verloren wurde. Seinen letzten beiden von acht Endrundenspielen bestritt er mit dem Achtel- und Viertelfinale am 10. und 17. Mai beim 8:1-Sieg über den VfB Königsberg und bei der 3:4-Niederlage gegen Holstein Kiel.

### Auswahlmannschaft
Als Spieler der Auswahlmannschaft des Verbandes Mitteldeutscher Ballspiel-Vereine kam er im Wettbewerb um den Bundespokal in dem am 19. April 1931 angesetzten Finale im heimischen Stadion am Ostragehege zum Einsatz. Die Begegnung mit der Auswahlmannschaft des Westdeutschen Spiel-Verbandes wurde vor 30.000 Zuschauern mit 3:4 n. V. verloren.

## Erfolge
- Mitteldeutscher Meister 1926, 1929, 1930, 1931
- Meister Gau Ostsachsen 1926, 1927, 1928, 1929, 1930, 1931
- Mitteldeutscher Fußballpokal-Sieger 1928
- Bundespokal-Finalist 1931